# Västerlösa kyrka
Västerlösa kyrka är en kyrkobyggnad i Västerlösa socken och Vikingstads församling, Gullbergs härad, Östergötland. Kyrkan ligger i Västerlösa en mil väster om Malmslätt och tillhör Linköpings stift.

## Kyrkobyggnaden

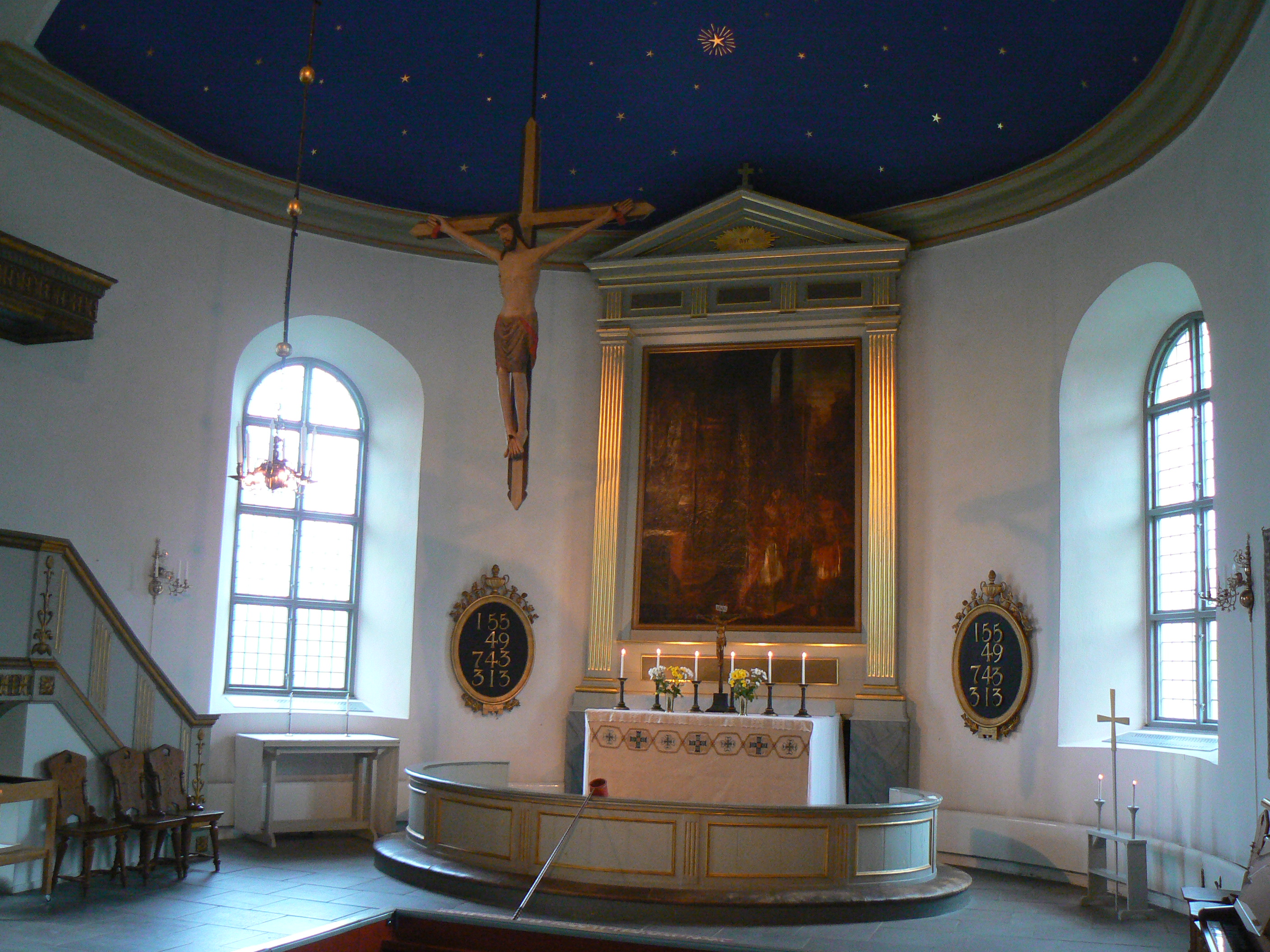
Västerlösa kyrka, interiör

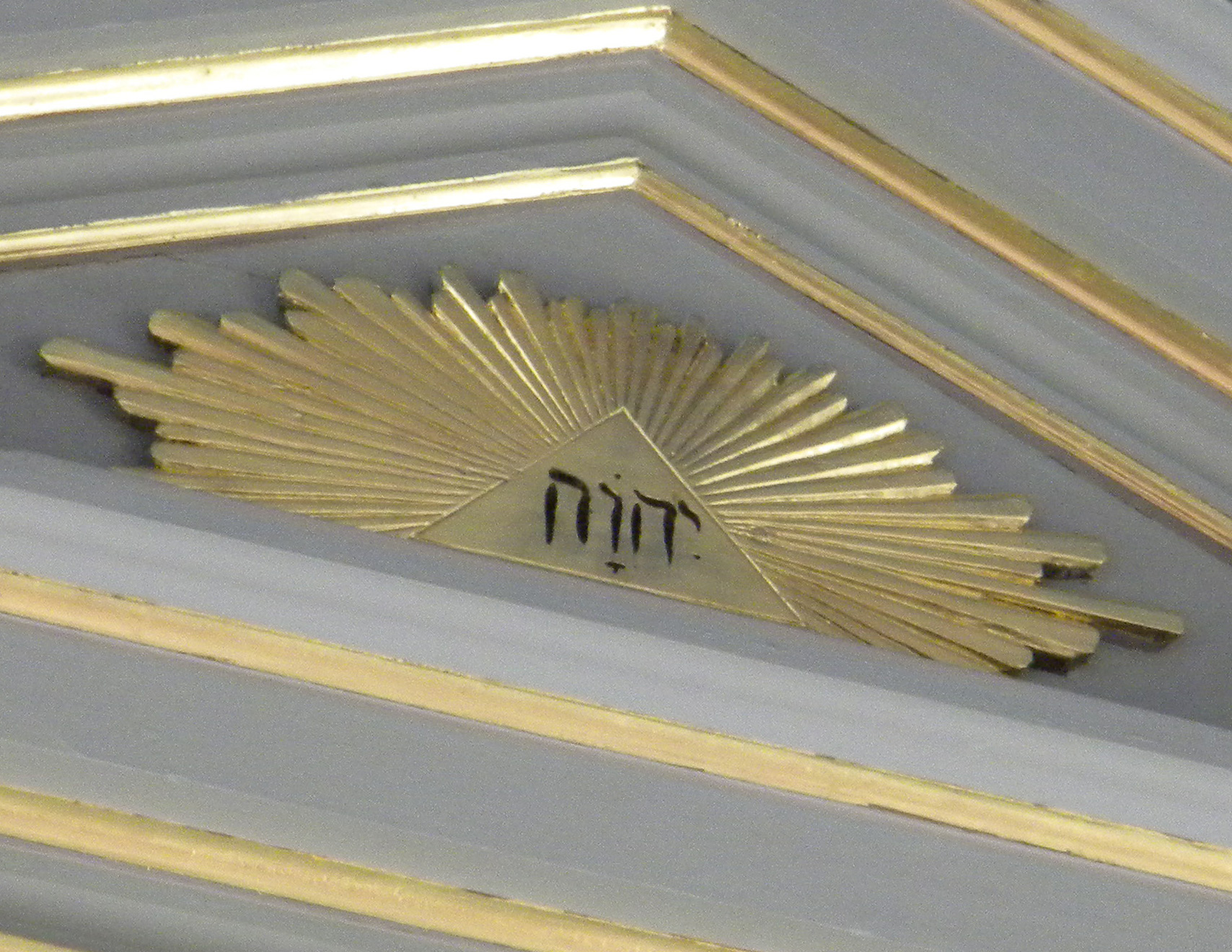
Tetragrammet JHWH ovanför altartavla

Västerlösa kyrka är byggd i gråsten med rundat korutsprång i öster och torn av kalksten i väster. Fasaderna är vitputsade och taket täckt av svartlackerad järnplåt. Tornet har spånklädda karnissvängda takytor och urtavlor i alla väderstreck. Ovanpå tornhuven en åttkantig lanternin.
Långhuset är rektangulärt med invändigt vitputsade väggar och stora rundbågiga fönster. Taket är tunnvälvt och målat i ljusgrå färg. Bänkarna har en rödbrun ton. Altartavla av Pehr Hörberg omramad av förgyllda, kannelerade pelare på en gråmarmorerad sockel uppbärande ett tympanonfält. Altaret är väggfast och klätt med sammet. I korets öppning mot långhuset hänger ett triumfkrucifix från 1300-talet.
Predikstolen är placerad vid norra väggen i främre delen av kyrkan. Sakristian återfinns litet längre västerut på samma sida. Över sakristians dörr finns ett bemålat epitafium från 1754 över kyrkoherde Johan Grevillius.

## Historik
En bevarad lockhäll från en kista av eskilstunatyp vittnar om att här funnits en kristen gravplats redan under 1000-talet och därmed sannolikt också en träkyrka. Lockhällen, som är runristad och känd som Östergötlands runinskrifter 213, finns nu i vapenhuset.
En tid därefter, förmodligen under senare delen av 1100-talet, byggdes en romansk kyrka i kalksten och gråsten, bestående av långhus, lägre kor och i öster halvrund absid och senare också ett torn. I tornets bottenvåning har man använt en medeltida murningsteknik, opus spicatum (axformigt arbete), d.v.s. stenarna är lagda i form av ett fiskbensliknande mönster. Denna murningsteknik kan man också se i Vreta klosterruin, Bankekinds kyrka och Hovs kyrka.
Mot slutet av 1200-talet fick kyrkan korsarmar och kring 1400-talet slogs kryssvalv i kyrkorummet. Senare försågs kyrkan med ett rakslutet korparti av samma bredd som långhuset. På 1640-talet byggde Måns Jonsson i Mjölarp en ny tornspira. Denna skadades några år senare dock svårt av åskan men återuppbyggdes.
Carl Fredric Broocman berättar från sitt besök av kyrkan vid mitten av 1700-talet: ”Kyrkan ligger uti skildnaden mellan Gullbergs och Wifolka Härader, och är upmurad dels af huggen Kalk-sten och dels af Grå-sten, på Krono grund, en och en half mil ifrån Linköping, samt tilbyggd så wäl å Norra som Södra sidan uti urminnes tid, tå then ena tillbyggnaden fått namn af Marie- och then andra af Johannis-Chor; uti hwilka the Påwiske i sin tid äfwen haft Altare och therwid sungit Själa-Mässor. I längden håller hon 34 och en half aln, och i bredden 10 alnar. Altartaflan är ifrån Påwetiden och består af några förgyldta bilder: men Prädikstolen ses wara upsatt år 1686, tå han blifwit förfärdigad och beprydd med Frälsarens och Evangelisternas beläten, samt wäl målad och förgyld. Märkeligit är, at för mötande berg inga Grafwar kunna öpnas i gamla och Norra Korß-Kyrkan; men i then Södra äro några få. [...] Kyrkans Klockor, then större guten år 1707 och then mindre år 1748, hänga uti Trästapel, fastän wid Kyrkan är ett högt upmuradt Sten-torn med spånad spets. Af gamla öfwerlefwor är i Kyrkan ett Påwiskt Rökelse-kar af malm. År 1729 then 22 Martii, tå en Graf öpnades på Kyrkogården, fants litet under jorden en wäl uthuggen Runsten, som nu ligger åfwan jord på Kyrkogården, och har följande påskrift:"
|  | |
|  | STEINLAUG. LET. LEGGA. STEIN. THENA. UFIR. ALVI. SUN. SIN. GUD. HIALPI. SIOL. HANS. AUK. GUS. MODR. |
|  | Thet är:                                                                                            |
|  | Stenlög lät leggia thenne Sten öfwer sin Son Alwer. GUD och GUDs Moder hielpe hans själ.            |

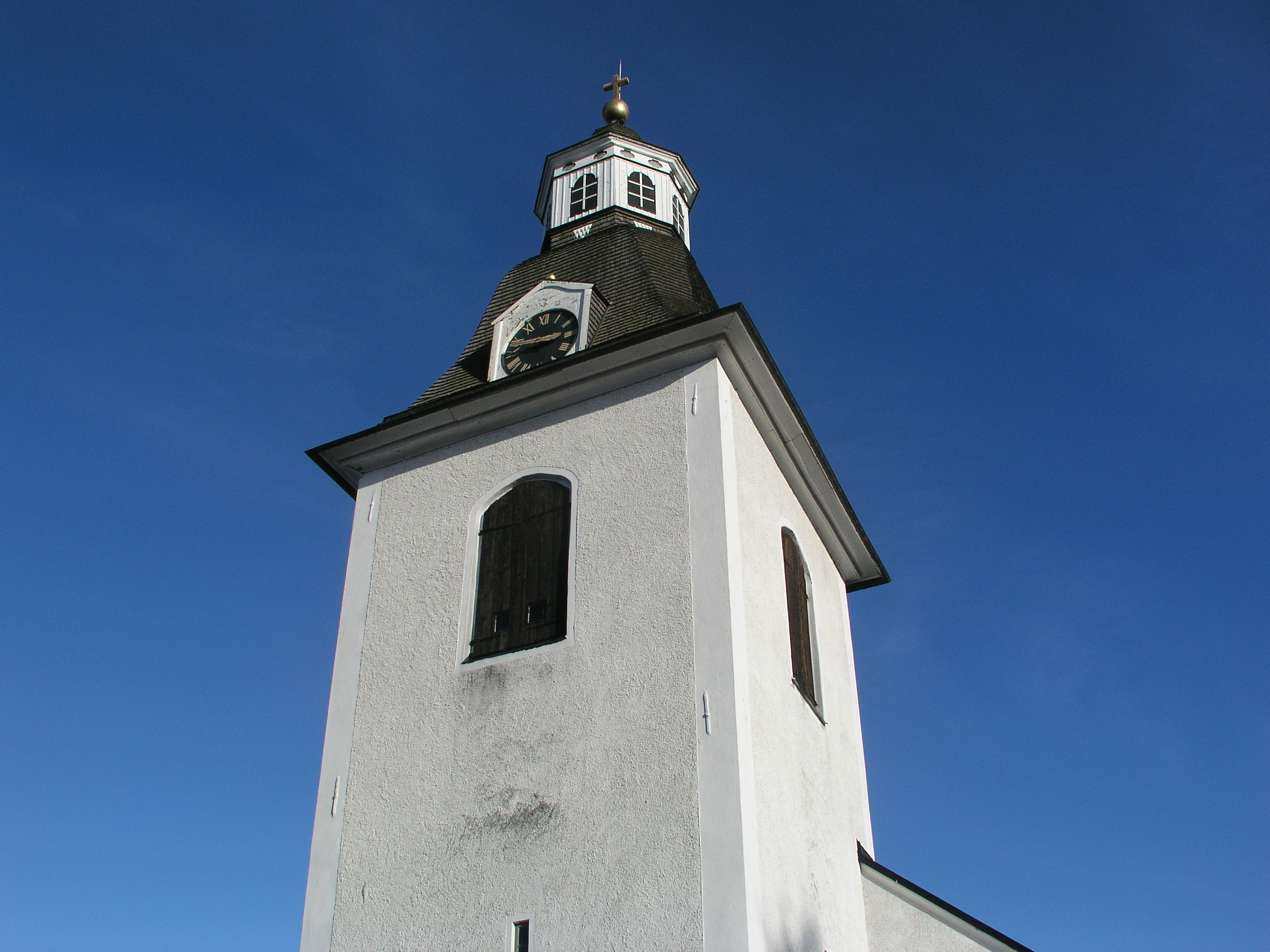
Kyrktornet

Emellertid växte församlingen och kyrkan började bli för trång. En tillfällig lösning yppade sig genom att under mitten av 1700-talet ta bort väggen mellan tornet och långhuset, vilket utfördes av den byggnadskunnige klockaren Anders Hansson i Kärna socken. År 1765 (1769-1770) tillkom tornets klockvåning och överst uppfördes en ny huv byggd av byggmästare Per Andersson i Linköping.
I slutet av 1700-talet var inte kyrkan längre stor nog att rymma församlingen, varför man beslutade att riva kyrkan med undantag för tornet. Överintendentsämbetet presenterade 1788 ett förslag till en korsformig centralkyrka som dock avvisades av kyrkostämman. Det förslag som antogs var en enkel rektangulär byggnad med halvrunt korutsprång och spånklädda sadeltak i den rådande nyklassicistiska stilen. I stället för ritningens höga, smala spira valde man att behålla västgaveln och det gamla tornet. Den nya kyrkan uppfördes under åren 1795-1796 under ledning av länsbyggmästare Casper Seurling.

## Inventarier

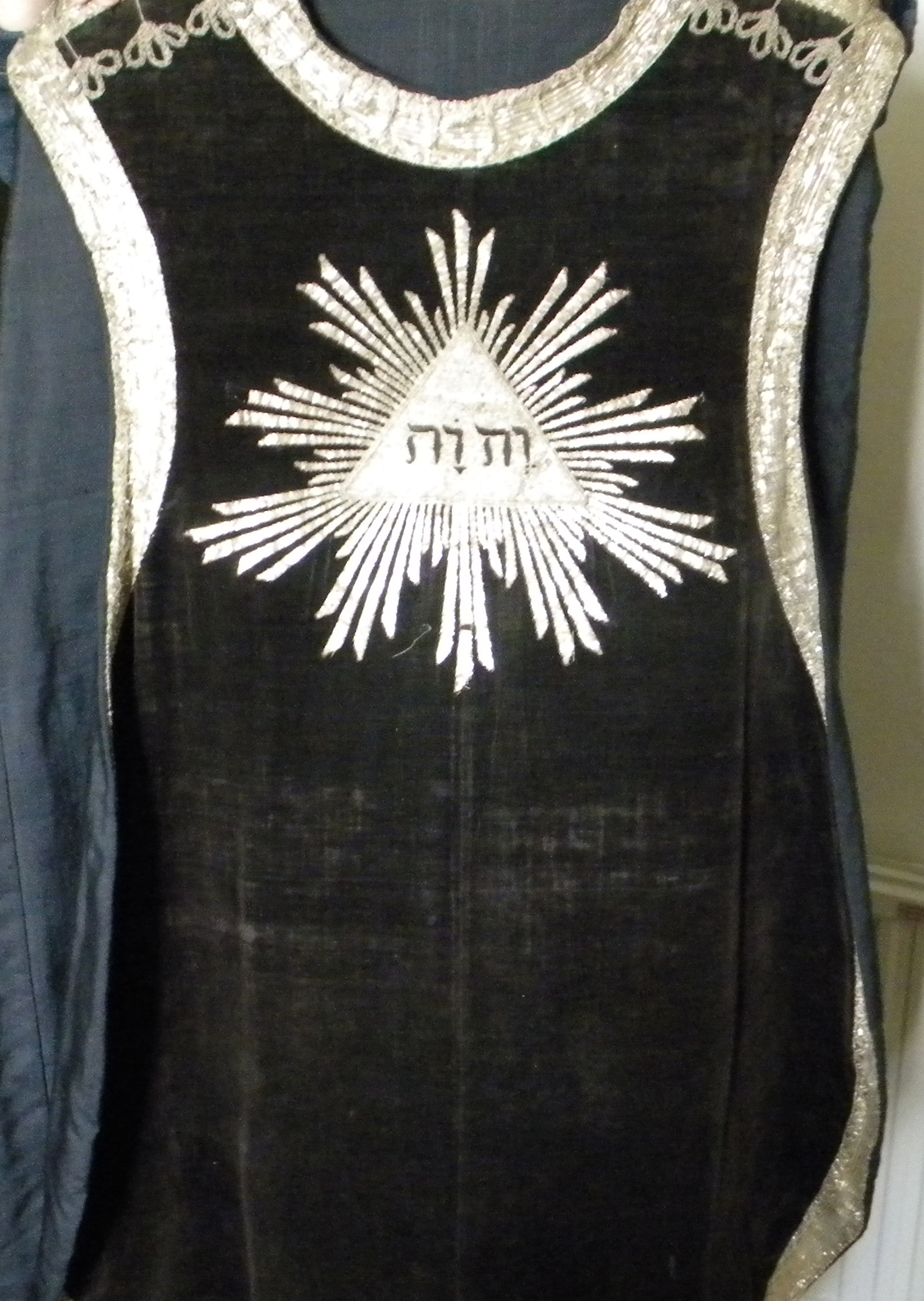
Mässhake med tetragrammet JHWH

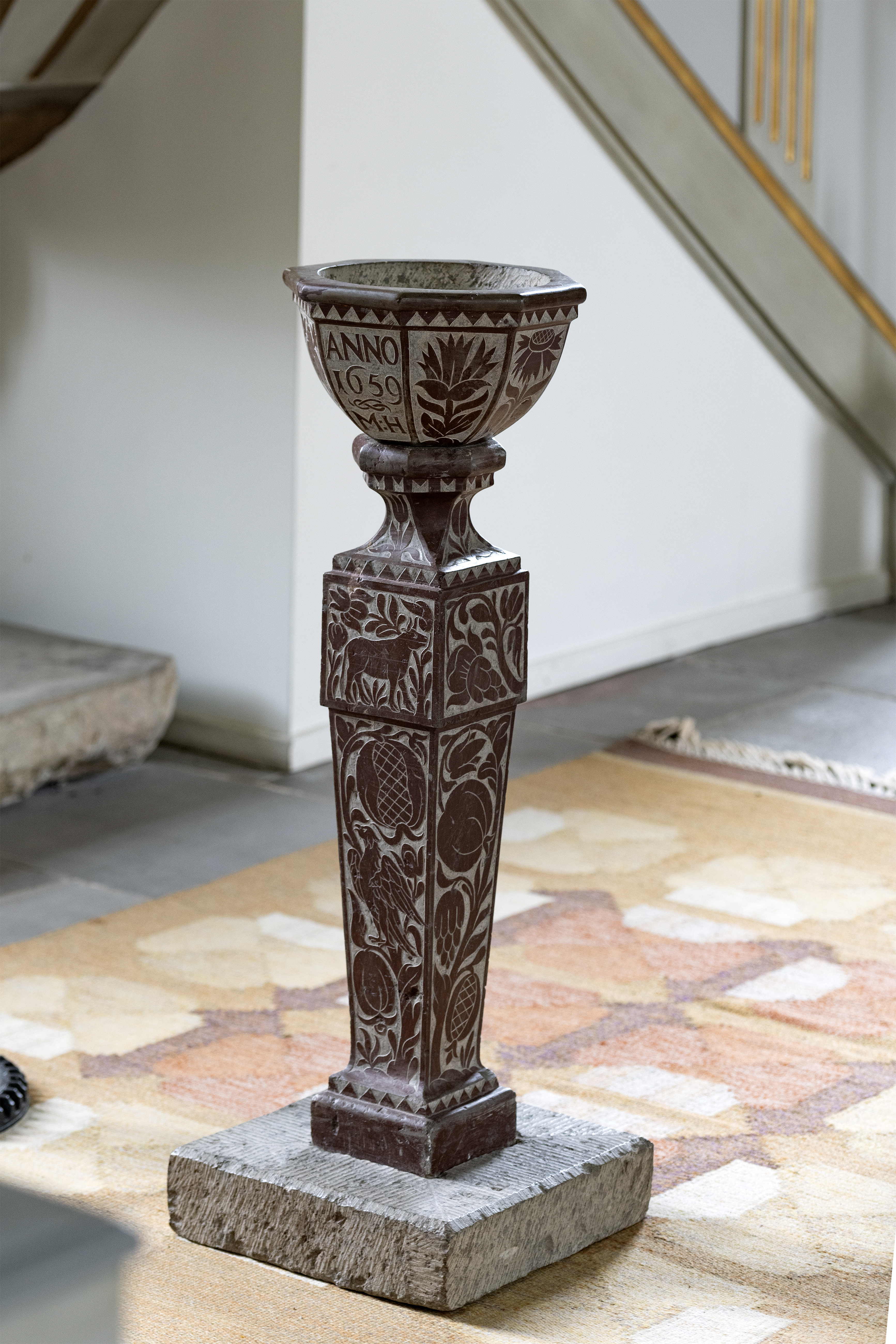
Dopfunt i Västerlösa kyrka

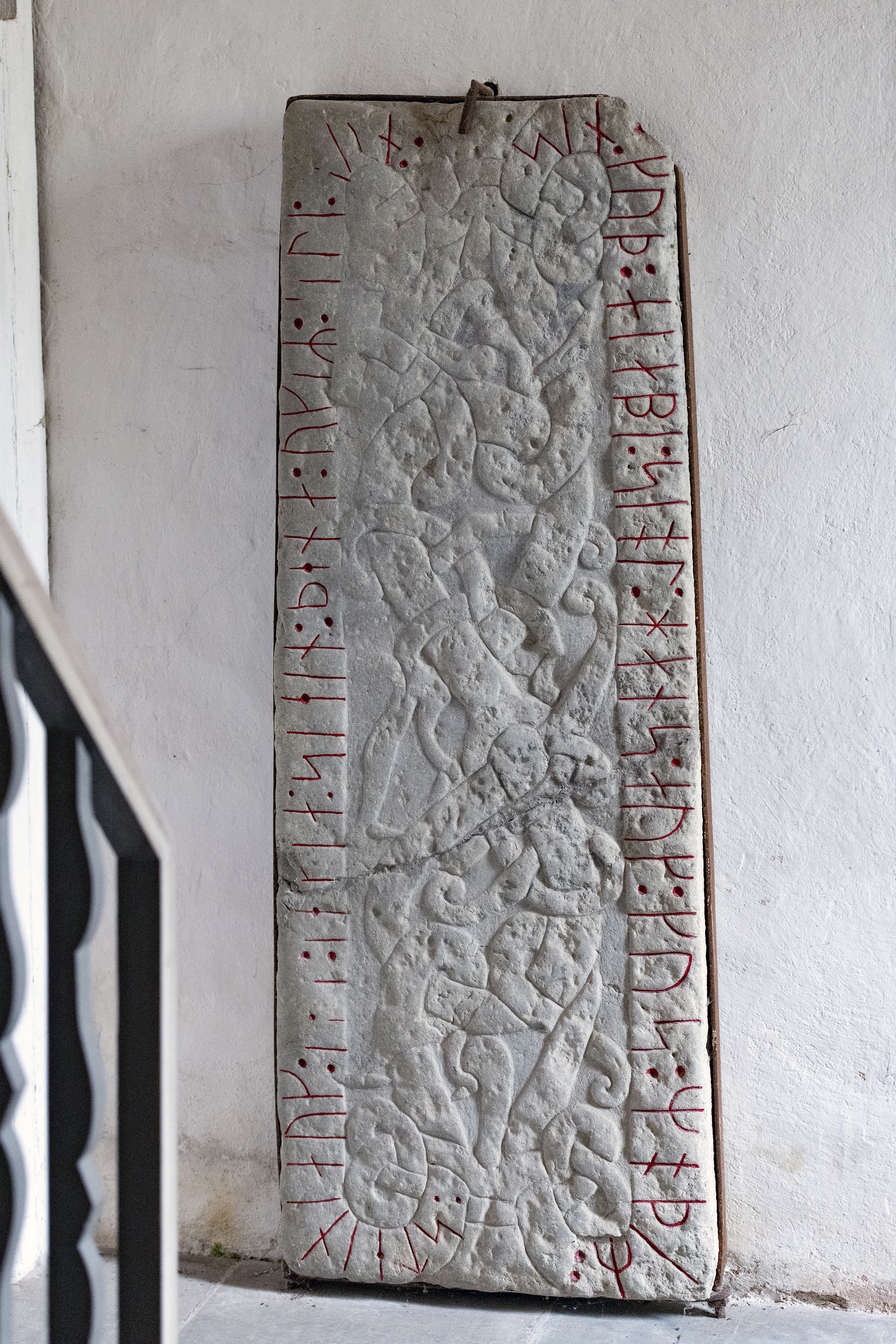
Kistlock till medeltida gravmonument Västerlösa

- Triumfkrucifix från Östergötland, 1300-talets sista fjärdedel, (bilder).
- Dopfunt av kalksten, med ornering i platt relief, tillverkad i Michael Hackes verkstad, Skänninge, 1659.
- Predikstol, ritad av Carl Fredrik Beurling 1797. Den är fyrsidig till formen och gråmålad med sparsmakad förgylld dekor.
- Altartavla föreställande Christi dödsdom av Pilatus, som tvår sina händer, målad av Pehr Hörberg 1798.
- Mässhake med tetragrammet JHWH.

## Orglar
- 1703 byggs ett nytt orgelverk till kyrkan. Det provspelades av Lars Karlsson. 1705 repareras orgelverket av Johan Agerwall, Söderköping.[1]

### Läktarorgel
- Piporgeln är ursprungligen byggd 1801 av Pehr Schiörlin, Linköping. Han har även ritat fasaden, vilken är tillverkad av Anders Malmström, Västra Ny. Orgelverket innehåller 16 eller 13 orgelstämmor fördelade på 1 manual och pedal. Nästan alla fasadpipor ljudande: I mittfältet Principal 16' D, i sidfälten och turellerna Principal 8'. Enligt syneprotokollet "ej fullt i korton".

Ursprunglig disposition:
| Manualen C-f³                 | Pedalen C-a°   |
| Principal 16', D (fasad)      | Borduna 16', B |
| Borduna 16, D                 | Trompet 16, B  |
| Principal 8', B/D (fasad)     | f.ö. bihängd   |
| Gedackt 8'                    |                |
| Quintadena 8'                 |                |
| Octava 4'                     |                |
| Spitz fleut 4'                |                |
| Quinta 3' (eg. 2 2/3')        |                |
| Octava 2'                     |                |
| Mixtur II oktavkor(?)         |                |
| Mixtur II ters- & kvintkor(?) |                |
| Trompet 16', D                |                |
| Trompet 8', B/D               |                |
| Vox Humana 8', D              |                |
| Tremulant                     |                |

- 1910:  Ombyggnad av orgelreparatör E. Gustafsson, Bankeberg. Han sätter in Flûte harmonique 8’, Fugara 8’ och Gamba 8’ och tar sannolikt bort Kvintadena 8’ och Mixtur IV chor. Han bygger också ett fristående spelbord.
- 1949: Ombyggnad av Nils Hammarberg, Göteborg. Den gamla väderlådan pneumatiseras och en andra manual och ett pedalverk byggs till på pneumatiska lådor. Den ursprungliga Borduna 16’ ändras till Täckflöjt 4’ och placeras i pedalverket; de 1910 insatta stämmorna Flûte harmonique 8’ och Gamba 8’ ändras till Hålflöjt 4’ resp. Principal 4’ och placeras i andra manualen. I första manualen slopas Fugara 8’ och ersätts av en ny Mixtur IV chor. Det fristående spelbordet slopas och ett pneumatiskt spelbord anordnas i fasaden.

Nuvarande disposition
| Huvudverk I C-f³                                 | Svällverk II C-f³                             | Pedal C-f¹                | Koppel                  |
| Principal 16', D (fasad)                         | Rörflöjt 8', (1949)                           | Subbas 16'                | II/I                    |
| Principal 8' (fasad)                             | Salicional 8', (1949)                         | Octava 8', (1949)         | I/P                     |
| Gedakt 8’                                        | Principal 4', (1910/1949)                     | Täckflöjt 4’, (1801/1949) | II/P                    |
| Oktava 4'                                        | Hålflöjt 4', (1910/1949)                      | Basun 16’                 |                         |
| Spetsflöjt 4’                                    | Gemshorn 2’, (1949)                           |                           |                         |
| Kvinta 3' (eg. 2 2/3’)                           | Octava 1', (1949)                             |                           |                         |
| Oktava 2'                                        | Sesquialtera II chor. 2 2/3' + 1 3/5', (1949) |                           | 2 fria kombinationer    |
| Mixtur IV chor. 1 1/3' + 1' + 2/3' + 1/2' (1949) | Plats för Krumhorn 8’                         |                           | Fasta komb. T & U       |
| Trumpet 8'                                       |                                               |                           | Tungstämmor från        |
| Vox humana 8’, D                                 | Crescendosvällare                             |                           | Automatisk pedalväxling |

### Kororgel
I långhusets främre södra del finns en mekanisk kororgel från Ålems orgelverkstad, anskaffad 1988. Spelbordet är beläget på orgelhusets gavel så att organisten vänder ryggen mot församlingen. Den har ett tonomfång på 54/27.
Disposition

## Andra byggnader
På kyrkogården står en medeltida bod av sten - kanske en tiondebod.

## Bildgalleri

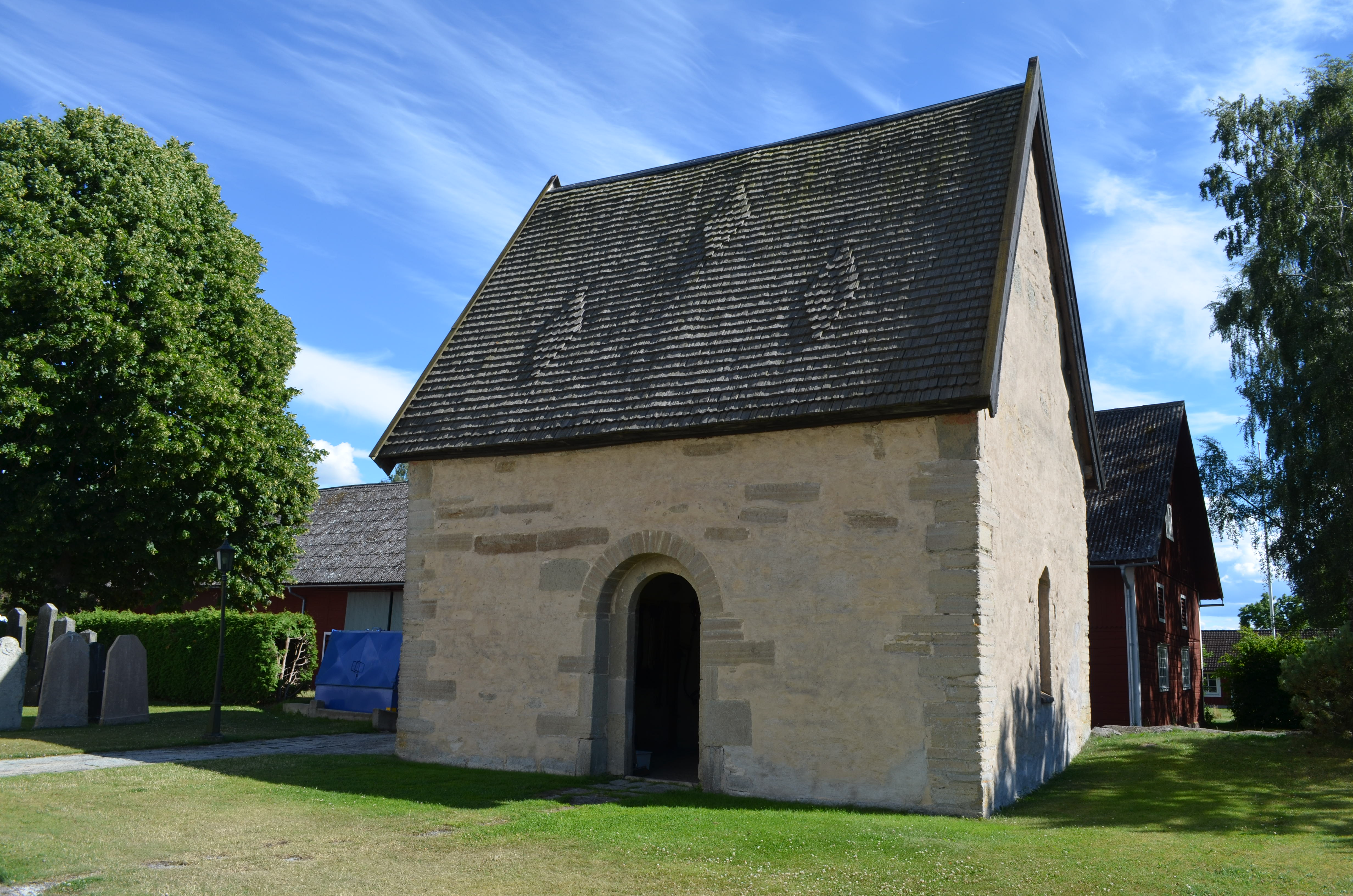
tiondebod
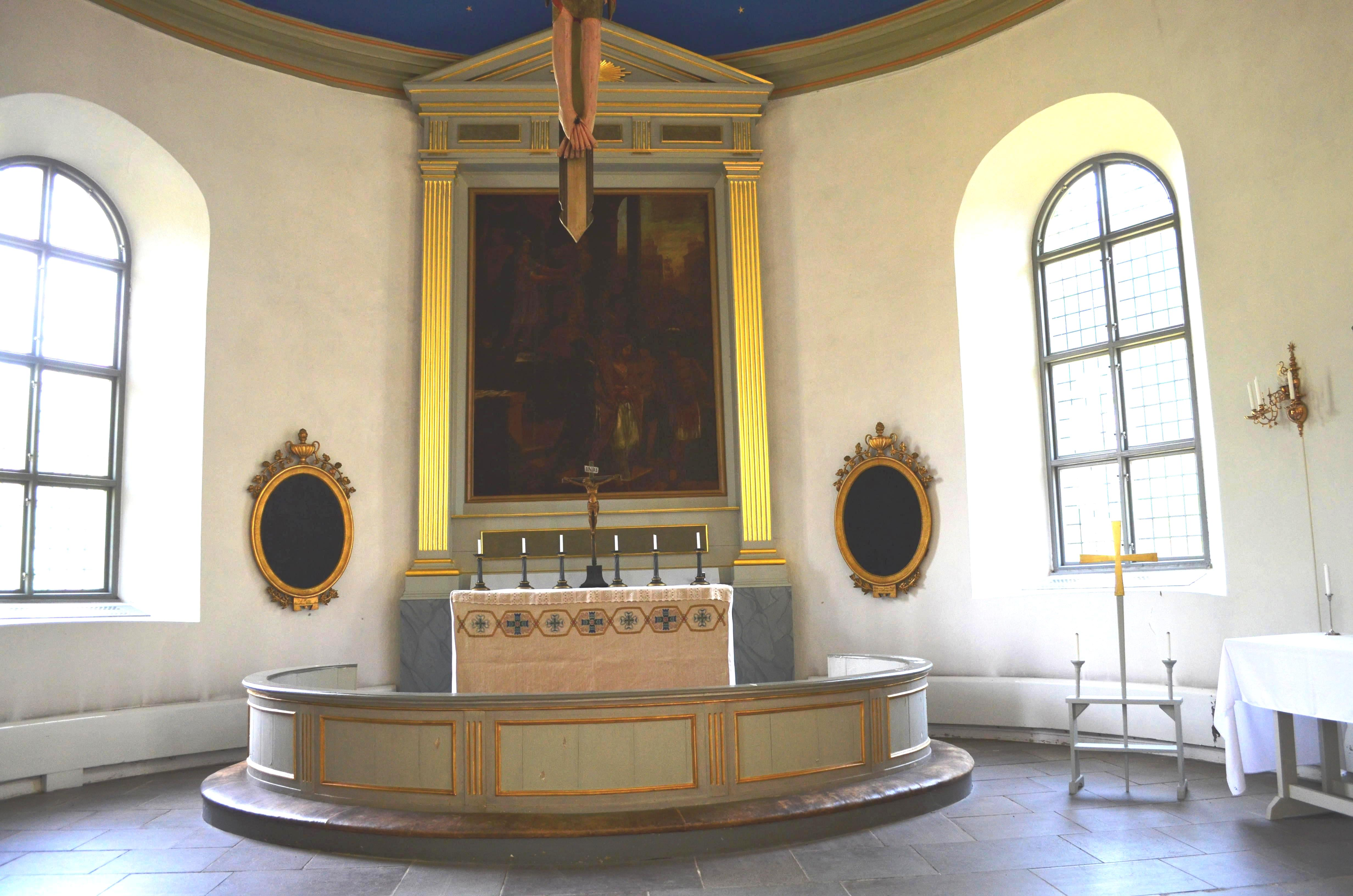
Västerlösa kyrkas altare
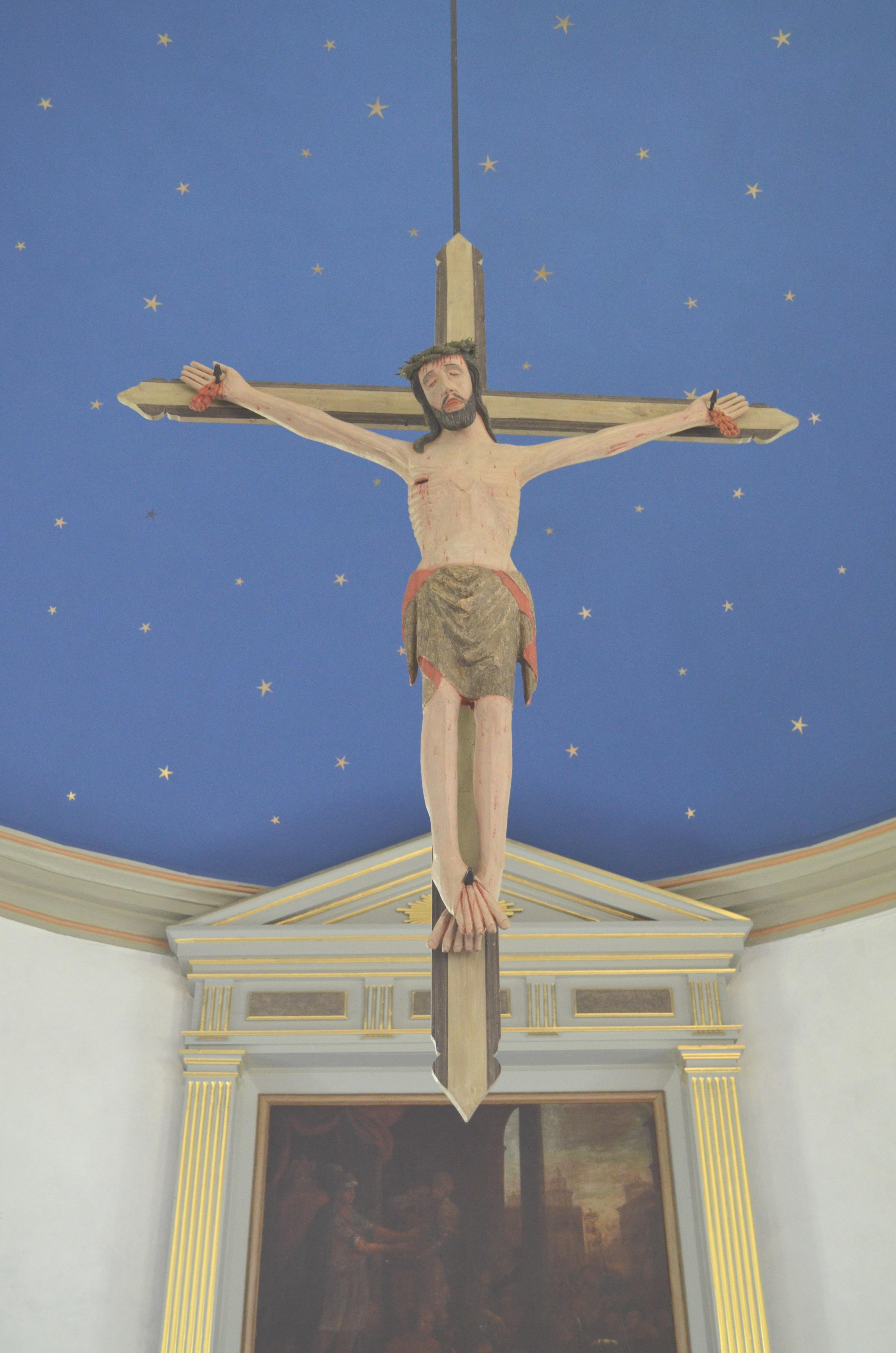
Västerlösa kyrkas krucifix
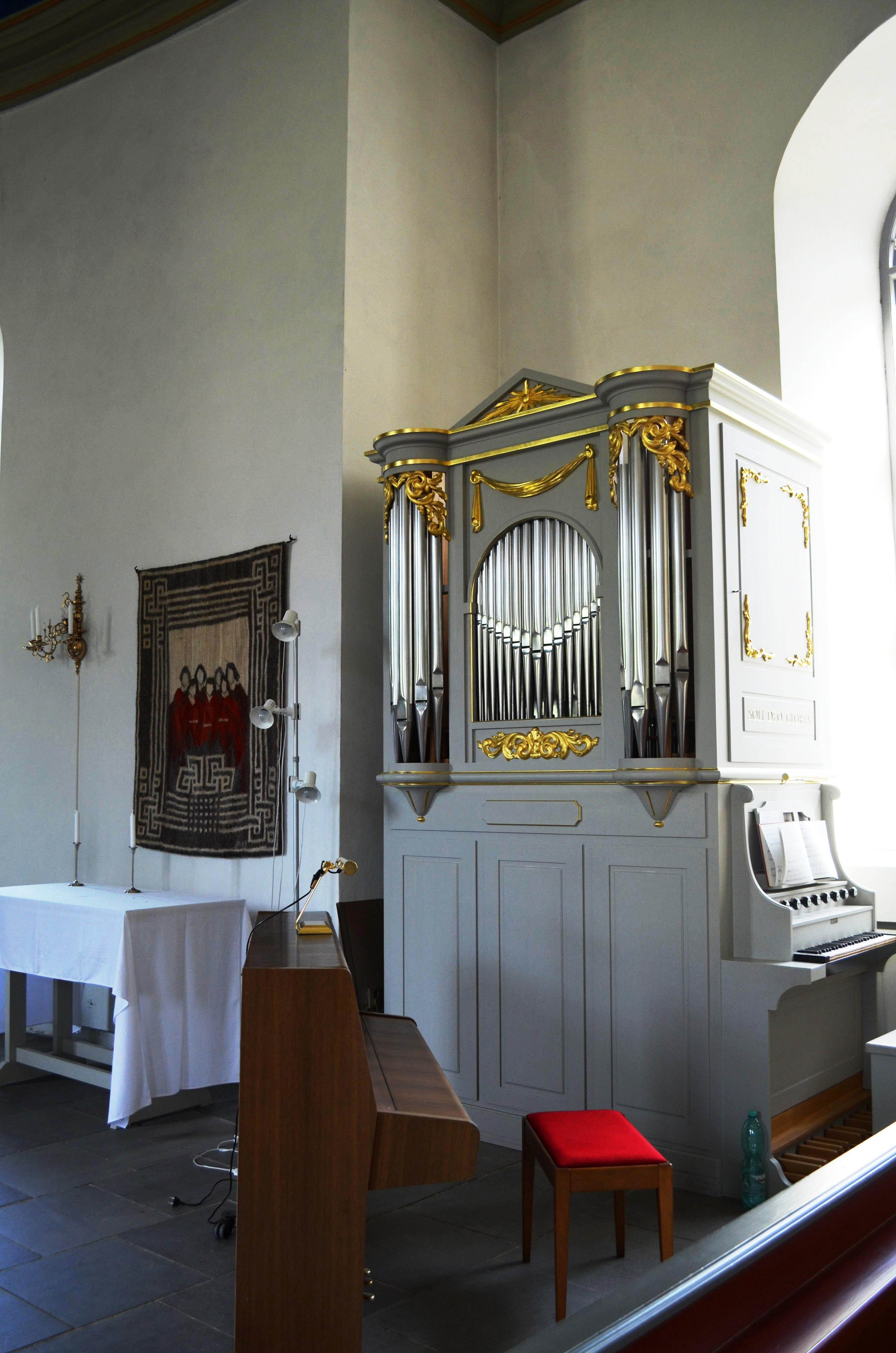
Västerlösa kyrkas körorgel
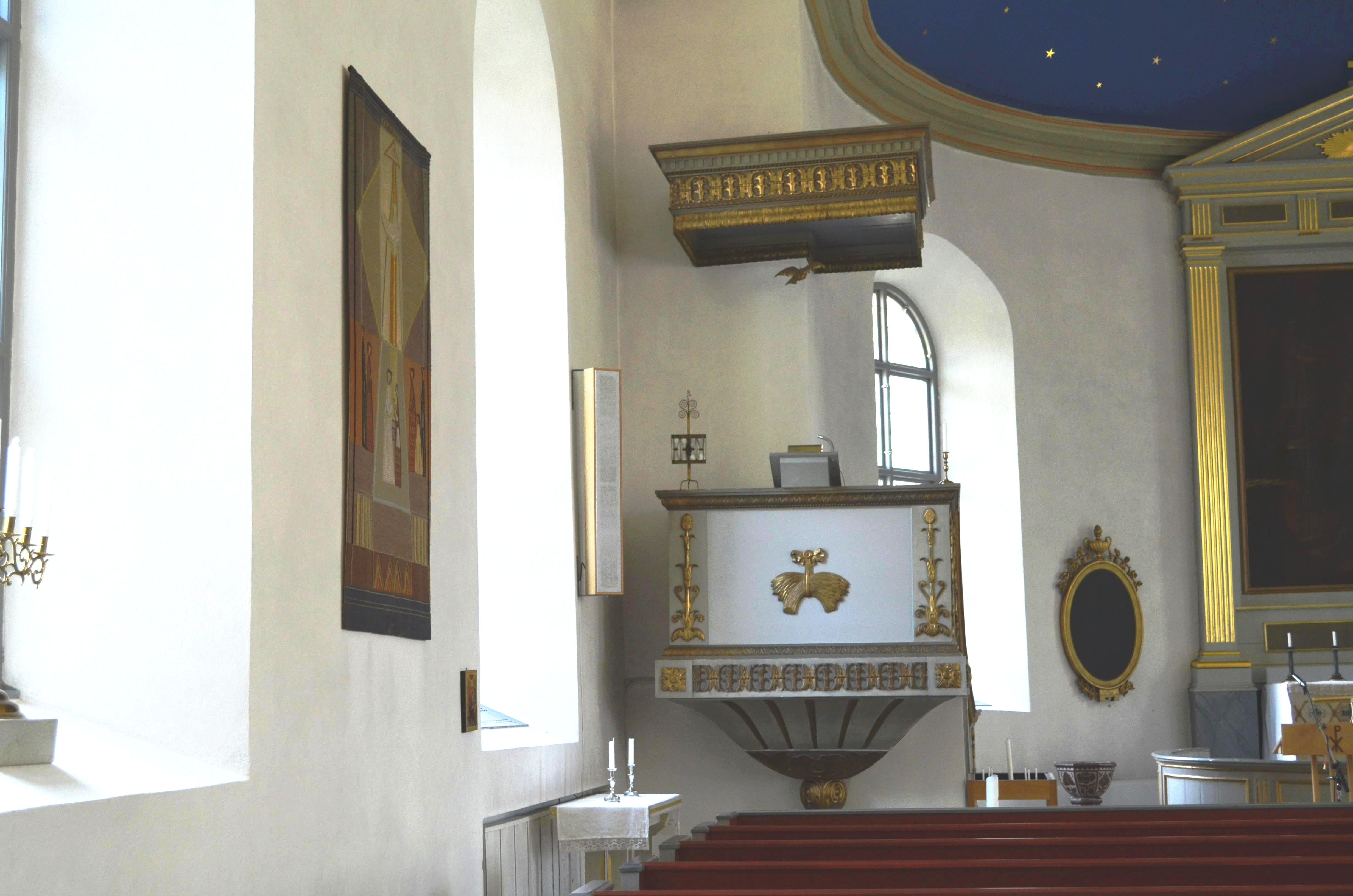
Västerlösa kyrkas predikstol
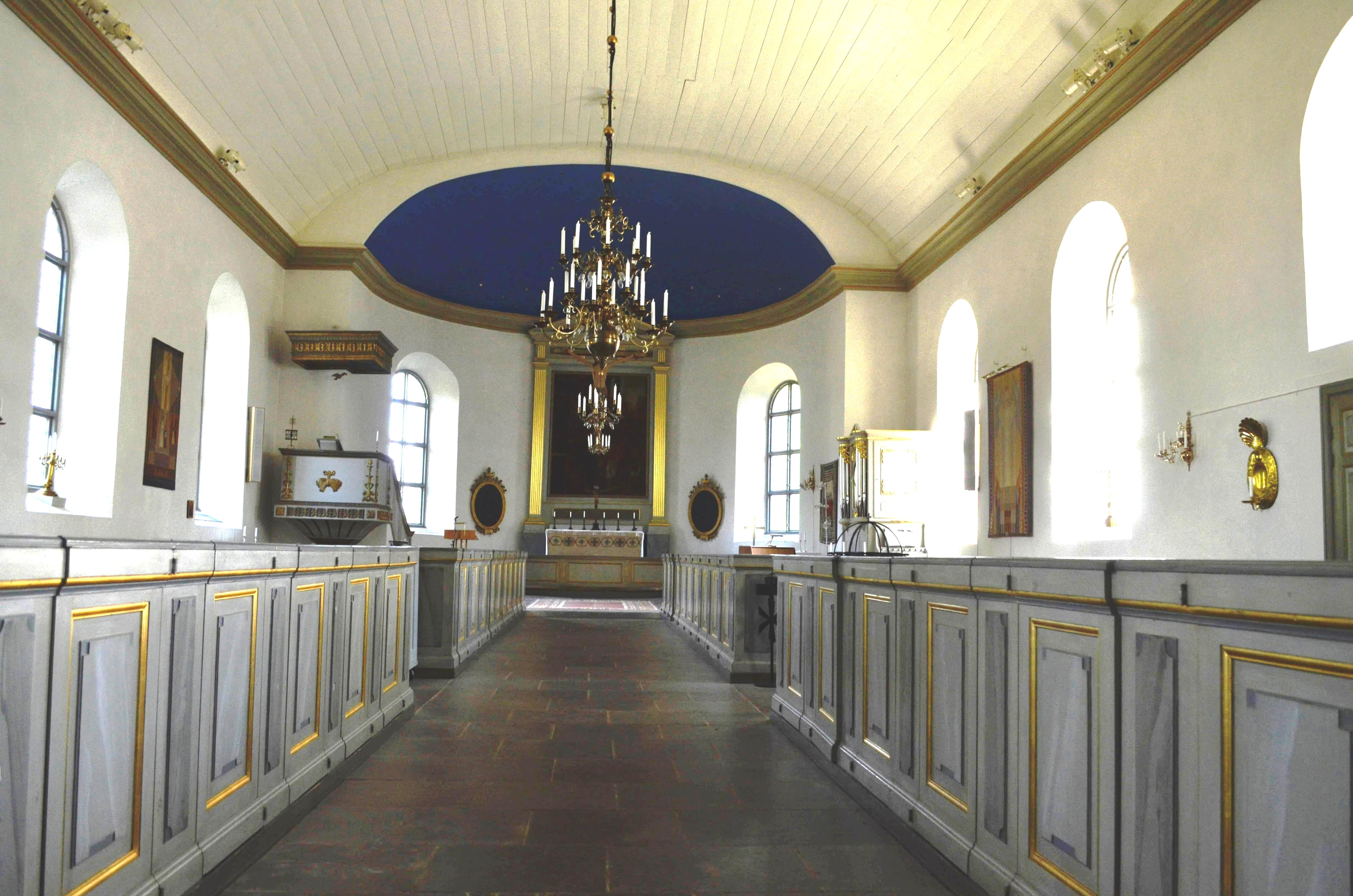
Västerlösa kyrkas kyrksal